# Eochelidium lenorostralum
Eochelidium lenorostralum is een vlokreeftensoort uit de familie van de Oedicerotidae. De wetenschappelijke naam van de soort is voor het eerst geldig gepubliceerd in 1986 door Hirayama.